# Mas Panyella
El Mas Panyella és una masia de Corbera de Llobregat (Baix Llobregat) inclosa en l'Inventari del Patrimoni Arquitectònic de Catalunya.

## Descripció
És una masia d'uns 400 m2, amb el cos principal situat a prop de la carretera de Corbera a Gelida, encarada a sud i mirant el barri de l'Amunt. El portal de l'entrada era originalment rodó i actualment està retallat en llinda. La sala de la planta baixa té cairons amb ditejats de bòbila. Es troba en bon estat de conservació excepte les edificacions annexes més modernes i els corrals, que estan gairebé tots enrunats.
El frontis de la finestra principal porta la inscripció "Francesc Panyella 1713" sota l'anagrama "JHS". El rellotge de sol té algun interès, així com les llindes de roure, molt potents en alguna tramada exterior. Està a 1,5 km de Corbera. L'accés abans es feia a través del camí de Mas Panyella, avui carrer, en una tramada d'uns 300 m.

## Història
Sembla que el llinatge original es conservà fins molt entrat el segle xix, que en circumstàncies adverses de la família, la finca fou posada a subhasta pública, sent adquirida pels marquesos de Castelldosrius. Per entroncament familiar passà al vescomtat de Güell.